# Yakubu Adamu
Yakubu Adamu (* 4. Oktober 1981 in Kaduna) ist ein ehemaliger nigerianischer Fußballspieler.

## Karriere
Adamu spielte in der Jugend für Ranchers Bees und Heartland FC. 2000 wechselte er zur SG Wattenscheid 09. Dort blieb er nur ein Jahr und wechselte dann zum FC St. Pauli, wo er am 4. August 2001 beim Spiel gegen den VfL Wolfsburg in der Bundesliga debütierte. Nach der Saison 2002/03 verließ er den FC St. Pauli und spielte in den folgenden Jahren für den FC Schalke 04 II und Germania Gladbeck. Von 2005 bis Dezember 2008 spielte Adamu für den Chemnitzer FC in der Regionalliga Nord und Oberliga. Dort wurde der laufende Vertrag im Januar 2009 in beiderseitigem Einvernehmen vorzeitig aufgelöst. Adamu wechselte daraufhin im Sommer 2009 zum FSV Zwickau. In der Saison 2009/10 spielte er für den VfL 05 Hohenstein-Ernstthal in der Landesliga Sachsen, später noch für den FSV Limbach und den FC Sylt. Nach einer letzten Station bei Germania Gornau beendete Adamu im Sommer 2014 seine Laufbahn.
Adamu kam im Jahr 2004 zu einem Einsatz für die nigerianische Fußballnationalmannschaft.

## Privates
Adamu wurde im Juni 2021 nach einer Brandstiftung in einem leerstehenden Haus in Chemnitz verhaftet. Das Landgericht Chemnitz ordnete im November 2021 wegen einer paranoiden Schizophrenie seine dauerhafte Unterbringung in einer psychiatrischen Klinik an.